# Boyz
"Boyz" é o single solo de estreia da cantora britânica Jesy Nelson, com a participação da rapper trinidiana, Nicki Minaj.  Lançado em 8 de outubro de 2021 pela Polydor Records como o primeiro single solo de Nelson desde sua saída do girl group britânico Little Mix em 2020. A canção contém amostras de "Bad Boy for Life" do rapper americano Diddy.

## Antecedentes
Em dezembro de 2020, Nelson anunciou que estava deixando Little Mix por motivos de saúde mental. Poucos meses depois, ela assinou um contrato de gravação com a Polydor Records. Nelson provocou um retorno em agosto de 2021, dizendo: "Para mim, esta é a música que eu sempre quis fazer. Não acho que alguém vai espera por isso".
Em 28 de setembro de 2021, Nelson confirmou que seu primeiro single solo, "Boyz", seria lançado em breve. Nelson disse que uma "separação horrível" inspirou o single. Em entrevista à Noctis Magazine, Nelson descreveu a música como "na sua cara", acrescentando: "Eu a escrevi quando estava passando por um rompimento e sou eu. Eu simplesmente amo um bad boy. Digo isso para pessoas o tempo todo ... não é saudável!"
Nelson compartilhou um teaser do single no Instagram, mostrando-a ensaiando a coreografia. A voz de Minaj pode ser ouvida ao fundo, dizendo "É o vilã do Reino Unido e a Barbie" com um sotaque cockney.

## Faixas
- Download digital / streaming

1. "Boyz" (featuring Nicki Minaj) – 2:59

- CD single - Reino Unido[5]

1. "Boyz" (featuring Nicki Minaj) – 2:59
2. "Boyz" (acoustic; UK only)

## Charts
| Tabela Musical (2021)                           | Melhor posição |
| ----------------------------------------------- | -------------- |
| Estados Unidos (Bubbling Under Hot 100 Singles) | 13             |
| Estados Unidos (Billboard Mainstream Top 40)    | 40             |
| Mundo (Billboard Global 200)                    | 86             |
| Hungria (Single Top 40)                         | 15             |
| Irlanda (IRMA)                                  | 16             |
| Nova Zelândia Hot Singles (RMNZ)                | 4              |
| Romênia (Airplay 100)                           | 89             |
| Reino Unido (UK Singles Chart)                  | 4              |

## Histórico delançamento
| Região      | Data                 | Formato (s)                | Versão    | Gravadora             | Ref.   |
| ----------- | -------------------- | -------------------------- | --------- | --------------------- | ------ |
| Vários      | 8 de outubro de 2021 | Download digital Streaming | Original  | Polydor Records       | [ 14 ] |
| Reino Unido | 8 de outubro de 2021 | CD Single                  | CD Single | Universal Music Group | [ 15 ] |